# 杜赫德

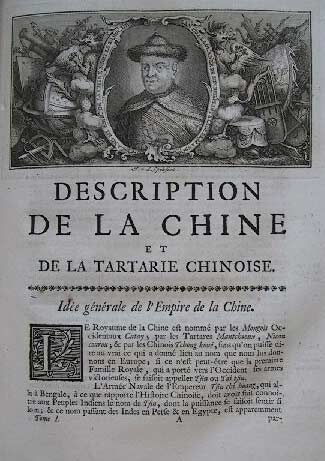
杜赫德

杜赫德（法語：Jean-Baptiste Du Halde，1674年2月1日—1743年8月18日）是法国神父，著名汉学家，“杜赫德”是他的汉语名字。虽然他终身未曾到过中国，但却出版了非常詳实的介绍中国历史、文化、风土人情的著作，1735年出版《中华帝国全志》，全名为《中华帝国及其所属鞑靼地区的地理、历史、编年纪、政治和博物》，被誉为“法国汉学三大奠基作之一”， 该书轰动了欧洲，几年之内便出版了3次法文版、2次英文版，另外俄文和德文本也出版发行。